# Есаульщина (Гребёнковский район)
Есаульщина (укр. Осавульщина) — село,
Александровский сельский совет,
Гребёнковский район,
Полтавская область,
Украина.
Код КОАТУУ — 5320880403. Население по переписи 2001 года составляло 114 человек.
Село указано на подробной карте Российской Империи и близлежащих заграничных владений 1816 года  как Асауловщина.

## Географическое положение
Село Есаульщина находится на правом берегу реки Слепород,
выше по течению примыкает село Почаевка,
ниже по течению на расстоянии в 0,5 км расположено село Александровка.
Рядом проходит железная дорога, станция 143 км в 2-х км.